# Sazená
Sazená (en allemand : Sasena) est une commune du district de Kladno, dans la région de Bohême-Centrale, en République tchèque. Sa population s'élevait à 326 habitants en 2020.

## Géographie
Sazená se trouve à 15 km à l'ouest-sud-ouest de Mělník, à 23 km au nord-est de Kladno et à 28 km au nord-nord-ouest du centre de Prague.
La commune est limitée par Ledčice au nord, par Nová Ves à l'est, par Nelahozeves et Uhy au sud et par Chržín à l'ouest.

## Histoire
La première mention écrite de la localité date de 1295.

## Personnalités
- Josef Lev (1832-1898), baryton tchèque, est né à Sazená.